# 1407
1407 (MCDVII) fue un año común comenzado en sábado del calendario juliano.

## Acontecimientos
- Creación de una de las cofradías más antiguas de España, la del Santo Sepulcro de Palencia.
- Fundación del Banco de San Giorgio (Ufficio di San Giorgio o Casa di San Giorgio), uno de los más antiguos bancos del mundo.

## Nacimientos
- Alice Montagu o Montacute, V condesa de Salisbury suo iure.

## Fallecimientos
- Pedro López de Ayala, cronista, señor de Ayala y canciller mayor de Castilla.
- Luis de Valois